# Rejon Kluczborski
Rejon Kluczborski – jeden z czterech Rejonów Duszpasterskich w rzymskokatolickiej diecezji opolskiej. 
W dniu 31 stycznia 2025 roku Biskup Opolski Andrzej Czaja mianował Księży Dziekanów Rejonów Duszpasterskich i Dziekanów Dekanatów na nową, pięcioletnią kadencję, która rozpocznie się 1 lutego br. i trwać będzie do 31 stycznia 2030 roku.
Dziekanem Rejonu Kluczborskiego został mianowany ks. mgr Walter Lenart, proboszcz parafii Bożego Ciała w Oleśnie i dziekan dekanatu Olesno.
W skład Rejonu Kluczborskiego wchodzi sześć dekanatów:
- Dekanat Dobrodzień
- Dekanat Gorzów Śląski
- Dekanat Kluczbork
- Dekanat Olesno
- Dekanat Zagwiździe
- Dekanat Zawadzkie